# Scutosaurus
Scutosaurus (griech.: „Schild-Echse“) ist eine Gattung der Pareiasaurier, deren Fossilien im Oberperm von Russland gefunden wurde.
Er erreichte eine Länge von etwa zwei Metern, wie andere Pareiasaurier wies er einen massiven Knochenbau und kurze, dicke Beine auf. Die ebenfalls für Pareiasaurier typischen Schädelornamentierungen waren gut ausgebildet, inklusive grober Leisten auf der Knochenoberfläche. Der Körper wurde von Osteodermen (Knochenplatten) in losen Querreihen bedeckt. Aus dem Bau der Zähne lässt sich schließen, dass er Pflanzenfresser war.
Eine gewisse Bekanntheit erreichte Scutosaurus durch seine Auftritte in der Dokumentation „Die Ahnen der Saurier“ und in der Serie „Primeval – Rückkehr der Urzeitmonster“.